# Lucio Battisti
Lucio Battisti (5. března 1943, Poggio Bustone v Laziu – 9. září 1998, Milán) byl jeden z nejúspěšnějších a nejznámějších italských skladatelů a interpretů konce šedesátých a průběhu sedmdesátých a osmdesátých let. Narodil se 5. března 1943 v obci Poggio Bustone v Laziu, zemřel za nejasných okolností 9. září 1998 na milánské klinice.

## Tvorba

### Začátky

#### 1962 - 1965 - Začátky a setkání sMogolem
Roku 1947 se přestěhoval s rodiči do Milána. Od začátku šedesátých let se učil hrát na kytaru. Byl samouk. Roku 1962 poté, co získal diplom z elektrotechniky, odešel do Neapole, kde spolupracoval se skupinami I Mattatori a I Satiri. Po čase se vrátil do Milána a hrál s I Campioni. Tou dobou napsal píseň Se rimani con me, která byla později přetextována Mogolem na Non chiederò la carità a ta o pár let později na Mi ritorni in mente. 14. února 1965 se setkal s básníkem, ale především textařem, se kterým spolupracoval až do roku 1980, s Giuliem Rapettim známým pod pseudonymem Mogol. Toto setkání zařídila hledačka talentů, Francouzka pracující v Miláně pro vydavatelství Ricordi, Christine Leroux. Od roku 1966 vystupoval sám. Prvními vydanými písněmi byly Per una lira a Dolce di giorno, které měly průměrné prodeje.

#### 1967-1968 - Úspěch29 settembreaBalla Linda
Roku 1967 dvojice napsala pro skupinu Equipe 84 velký hit 29 settembre. Mogol začal spolupracovat i s jinými skladateli stejně starými jako Battisti. Roku 1968 vyšlo další LP s písněmi Luisa Rossi a Era. V témže roce se zúčastnil s písní Balla Linda hudební soutěže Cantagiro, kde skončil čtvrtý. Tato píseň, přeložena do angličtiny jako Bella Linda a interpretována The Grass Roots, se však stala v anglofonních zemích úspěšnější a vedla chvíli americkou hitparádu. To jej trochu naštvalo. Také coververze písně Il paradiso od Amena Cornera zaznamenala ve Velké Británii úspěch.

#### 1969 - Uvedení ve známost široké veřejnosti
Roku 1969 se účastnil s písní Un'aventura hudební soutěže Festival Sanremo, kde se nedostal ani na přední příčky. Přesto to pro něj byl začátek neobvykle úspěšného roku. Vyšly písně Non è Francesca a Acqua azzurra, acqua chiara. S tou se umístil na Cantagiru třetí a první na Festivalbaru. Pro skupinu Formula Tre, ve které našel budoucí kapelníky při dalších nahrávkách, napsal píseň Questo folle sentimento. Konečně vyšla i píseň Mi ritorni in mente, ale hlavně koncem roku jeho první album s jednoduchým názvem Lucio Battisti.
V tomto roce také poprvé potkal svou stejně starou budoucí (1976) manželku Grazii Letizii Veronese.

### 70. léta

#### 1970 - Úspěch ze spojení s Mogolem
Roku 1970 podruhé zvítězil na Festivalbaru s písní Fiori rosa, fiori di pesco. Začala spolupráce se zpěvačkou Minou, pro kterou napsal nejprodávanější single roku Insieme a také Emozioni, podle níž bylo pojmenováno jeho další album Emozioni.
Začal se čím dál častěji objevovat v televizi, především v pořadech pro mladé. Tou dobou si budoval svou image, nosil dlouhé vlasy ve stylu afro a indiánské košile s šátkem kolem krku. Přesto se Battisti nestal populárním jen mezi mladým publikem, ale i mezi staršími, kteří oceňovali jeho návaznost na tradiční melodičnost italské hudby a podání v novém a moderním provedení. Z části za to mohly i romantické a přitom snadno zapamatovatelné Mogolovy texty.
V tomto roce se také dvojice odmítla zúčastnit Festivalu v Sanremu a Canzonissimy. Battisti uskutečnil turné s Formula Tre a prohlásil, že se usadí a že turné budou vzácná. Chtěl si tak vytvořit více prostoru pro svůj soukromý život. Také zakázal veškerá svá nedovolená fotografování; bylo povoleno fotografování jen na obaly jeho alb. Ty obvykle vytvářel fotograf vydavatelství Numero Uno Cesare Monti.
Ve stejném roce si oba, Battisti i Mogol, pořídili domy v Dosso di Coroldo, v provincii Brianza. V létě podnikli společně, právě z tohoto místa v Lombardii, cestu koňmo až do Říma. Tato pouť se stala ikonou dvojice a fotografie z této cesty se dostala i na kompilaci Le avventure uspořádanou Mogolem v roce 2005.

#### 1971 - Numero Uno
Tohoto roku se dvojice rozhodla přejít pod značku vydavatelství Numero Uno, které již roku 1969 založil Mogol s přispěním svého otce dirigenta Mariana Rapettiho. S nimi přestoupili i známí, např. Formula Tre, ale i jiní mladí hudebníci ze stáje Ricordi. Své objevy představil vydavatelství v televizním pořadu Tutti insieme.
Vyšel veleúspěšný singl Pensieri e parole zpívaný dvojhlasně a také album Amore e non amore. Na LP vyšla i Era, píseň v jednom akordu. Psal další písně i pro jiné kolegy z Numero Uno a také velký hit, který sám nikdy nevydal, jen se skupinou Formula Tre, Eppur mi son scordato di te. K této písni se váže historka, kdy Battisti přijel do Říma zahrát v televizním studiu právě tuto píseň. Protože měl dlouhou chvíli, sedl si s kytarou na nádraží Termini a očekával, že mu kolemjdoucí za to budou dávat peníze. Zůstal však prý bez povšimnutí.
Na konci roku vyšlo album Lucio Battisti Vol. 4 a LP s písní La canzone del sole, která se svou jednoduchostí (tři akordy) stala velice populární u začínajících kytaristů.

#### 1972-1973 - Růst popularity a diskografie
Roku 1972 vyšel poslední výtvor ve vydavatelství Ricordi, Elena no. V Numero Uno vyšlo nové album
Umanamente uomo: il sogno. Především píseň I giardini di marzo dokázala, že Battisti už nepsal jen jednoduché, ale i velice procítěné skladby.
O rok později vyšlo další album Il mio canto libero. Stejnojmenná píseň byla nabídnuta i Mině. Ta ji odmítla a musela později litovat, protože album se stalo nejprodávanějším v celém roce 1973 a tato píseň je dodnes považována za jednu z nejlepších z italské poválečné scény. Je vidět, že Battisti neponechal nic náhodě a velice se soustředil i na výběr hudebních nástrojů. Používal především akustickou kytaru, klávesy, baskytaru a bicí. Již téhož roku vyšlo další album Il nostro caro angelo, na němž však bylo možno spatřit i jeho první experimenty, např. s dechovými a smyčcovými nástroji. O názvu písně Il nostro caro angelo a stejnojmenného alba kolují dvě zvěsti. První říká, že Il nostro caro angelo (náš drahý anděl) má ve skutečnosti znamenat „il nostro caro figlio“ (náš drahý syn) a reagovat tak na narození jeho jediného syna Luky (Luca Battisti). Druhá říká, že se jedná o Mogolovu kritiku tehdejší katolické církve. Toto album se stalo druhým nejprodávanějším v celém roce hned po jeho předešlém albu.

#### 1974-1975 - Postupné odloučení od publika
Roku 1974 vyšlo album Anima latina. Bylo inspirováno cestou, kterou dvojice Battisti-Mogol podnikla po Jižní Americe. Některé písně mají nádech jihoamerických rytmických tanců. Jiné poukazují na chudobu, jaká se tou dobou v těchto zemích vytvářela. Mogol psal zcela nezvyklé texty, které už nebyly ze všedního života, ale měly nádech mystična a byly plné metafor a přirovnání. Také jeho hlas nebyl tak jasný, ustupoval do pozadí řadě exotických nástrojů a místy se stával nesrozumitelným. Text samotné písně Anima latina, byl podle vlastních Mogolových slov ten nejlepší, co kdy napsal. V dalším roce nevyšlo žádné nové album, možná i kvůli sporům mezi vydavatelstvími Numero Uno a RCA.

#### 1976-1977 - Rozloučení s publikem
Roku 1976 vyšlo dlouho očekávané album La batteria, il contrabbasso, eccetera. Velkým hitem se stala Ancora tu, vydaná s velkým úspěchem i ve španělštině jako De nuevo tu a s malým úspěchem v angličtině jako Baby it's you. Dvojice začala spolupracovat s jednou z nejúspěšnějších italských zpěvaček Patty Pravo.
V témže roce šokoval hned dvakrát. Zaprvé se oženil se svou přítelkyní, se kterou už měl tou dobou tříletého syna, Grazií Letizií Veronese, a zadruhé prohlašoval: „Non parlerò mai più, perché un artista deve comunicare con il pubblico solo per mezzo del suo lavoro.“ (Již nikdy nebudu mluvit, protože umělec musí komunikovat s publikem jen prostřednictvím své práce.) O rok později vyšlo album Io, tu, noi, tutti. Chvíli poté i jeho anglická verze Images. Obě byly registrovány v Americe. Zatímco první mělo v Itálii očekávaný úspěch, jeho anglická verze určená především pro americký a britský trh se stala prvním neúspěchem v Battistiho produkci. Zřejmě za to mohla nedokonalá Battistiho výslovnost i neumělé Mogolovy překlady z italštiny.

#### 1978-1980 - Poslední úspěchy a krize dvojice
Roku 1978 vyšlo album Una donna per amico. Tentokrát bylo registrováno v Anglii. Snažil se stále zaujmout i anglosaské publikum, i když už ve svém rodném jazyce. Písně se pomalu dostávaly do žánru disco. Přestože spolupracoval s Bee Gees, album se stalo populárním opět jen v Itálii, kde se stalo nejprodávanějším albem v celé jeho kariéře.
V tomto období trávil stále více času v Římě. S Mogolem si písně a texty vyměňovali poštou. V tvorbě to bylo znát. Roku 1980 vyšel poslední produkt jeho spolupráce s Mogolem, album Una giornata uggiosa. Šlo o zlom v jeho kariéře. Už nikdy se nedal s Mogolem dohromady, naposledy nahrál píseň s vlastní hrou na kytaru.

### Po Mogolovi

#### 1981-1985 - Rozchod s Mogolem
Po úspěchu alba Una giornata uggiosa se z nejasných důvodů dvojice rozešla. Spekulovalo se, že za to mohly sousedské spory v Brianze, finanční neshody, kdy on sám nadále vydělával mnohem více než Mogol, ale nejspíše se neshodli na další tvorbě. On sám chtěl čím dál tím více experimentovat, inovovat, zatímco Mogol už asi ne. Výsledkem bylo, že Mogol psal podobné texty jako předtím pro Riccarda Coccianteho a později i pro jiné. Roku 1982 vydal další album: E già. Všechny nástroje byly elektronické, zvuky syntetické, zcela chyběly strunné nástroje. Texty napsala manželka Grazia Letizia Veronese, ale podle kritiků jí s tím velice pomohl on sám. Album celkově působilo „jako doma udělané“, syn Luca navíc nakreslil přebal. Toto album bylo pro fanoušky trochu šokem, nezaznamenalo takový úspěch jako ta předešlá, možná proto, že se mu nelíbila jakákoli placená reklama, přesto se na chvíli stalo opět nejprodávanějším.

#### 1986-1994 - Spolupráce s Pasqualem Panellou
Po čtyřech letech odmlky se vrátil na pulty s novým albem Don Giovanni. Texty od té doby pro něj psal výhradně italský básník Pasquale Panella, který už měl s textováním zkušenosti z dřívějška. Tyto nové texty už nebyly tak snadné na pochopení a ještě méně na zapamatování. Album bylo kritikou velice chváleno (viz podrobněji) a zaznamenalo poměrně slušnou prodejnost. Naposledy.
Další album L'apparenza (1988) navázalo na předešlé. Kritice se opět velice líbilo, přesto prodeje byly ve srovnání se zlatou érou 70. let zanedbatelné. Na tomto albu se přiblížil techno hudbě. To dobou vydělával jen na autorských právech k písním ze 70. let astronomických 50 biliónů italských lir, které by dnes odpovídaly asi 3 mil. eur.
Opět o dva roky později vyšlo La sposa occidentale. Už nevyšlo pod značkou Numero Uno, ale u společnosti CBS. Roku 1992 vyšlo předposlední album nazvané Cosa succederà alla ragazza. Vydavatelem byla Sony/Columbia. V roce 1994 vyšlo jeho poslední album Hegel. Dodnes jde o jeho nejméně prodávané album, přestože je považováno za lepší než Cosa succederà alla ragazza a L'apparenza.
Říká se, že po roce 1994 se začal opět stýkat s Mogolem a že připravovali nové album, přesto od roku 1980 oficiálně nevyšlo žádné společné dílo. Zemřel 9. září 1998 ve věku 55 let. Je pohřben na hřbitově v obci Molteno. Obřadu se tehdy zúčastnilo asi 20 lidí včetně Mogola.

### Souhrn
Během své kariéry složil asi 160 písní. V roce 1969 a 1970 vyhrál Festivalbar. Celkem 13 písní se stalo prvními v italské hitparádě, většina dalších se dostala alespoň do první desítky. Je známo mnoho nevydaných singlů, především variací v cizím jazyce. Dodnes bylo prodáno přes 20 miliónů desek a je tak asi desátým nejprodávanějším italským zpěvákem.

## Diskografie
Vydal celkem 20 alb. Od roku 1971 obsahovala zpravidla 8 písní. Dodnes bylo vydáno mnoho kompilací a cover verzí.
- 1969 Lucio Battisti
- 1970 Emozioni
- 1971 Amore e non amore
- 1972 Umanamente uomo: il sogno
- 1973 Il mio canto libero
- 1973 Il nostro caro angelo
- 1974 Anima latina
- 1974 Unser freies lied
- 1976 La batteria, il contrabbasso, eccetera
- 1977 Io, tu, noi, tutti
- 1977 Images
- 1978 Una donna per amico
- 1980 Una giornata uggiosa
- 1982 E già
- 1986 Don Giovanni
- 1988 L'apparenza
- 1990 La sposa occidentale
- 1992 Cosa succederà alla ragazza (C.S.A.R.)
- 1994 Hegel
- 2005 Le avventure di Lucio Battisti e Mogol
- 2006 Le avventure di Lucio Battisti e Mogol 2

## Zajímavosti
- Podle jeho otce Alfiera Battistiho je nejlepším synovým dílem píseň Non e' Francesca.
- Osobně byl velice rezervovaný. Jen ojediněle se objevoval na veřejnosti, spíše vystupoval v televizních show.
- Byl fanouškem fotbalového klubu Lazio Řím.
- Při zahajovacím ceremoniálu Zimních olympijských her v Turíně 2006 byla při nástupu italské výpravy slyšet jedna z jeho písní.
- Čestným předsedou jeho fanklubu je jeho otec Alfiero Battisti (* 1913). Tento fanklub v den výročí jeho smrti 9. září každoročně pořádá malý festival, kde se představují mladé talenty.
- Po jeho písni Giardini di marzo je pojmenován park v rodném Poggio Bustone, byla zde vztyčena i jeho socha.
- V současnosti se objevují pofidérní interpreti jeho tvorby, většinou Italové, ale je znám i případ Rusky zpívající v ruštině.

## Publikace
- Gianfranco Manfredi, saggio (pagg. 9-35) in Lucio Battisti - Canzoni e spartiti, edizioni Lato Side 1979
- Tullio Lauro e Leo Turrini, Emozioni - Lucio Battisti vita mito note, 1995
- Luciano Ceri, Lucio Battisti - Pensieri e parole, 1996
- Gianfranco Salvatore, Mogol-Battisti, l'alchimia del verso cantato. Arte e linguaggio della canzone moderna, 1997
- Castellani Lidia e Snyder Florian, Lucio Battisti. La leggenda della musica italiana, 1998
- Andrea Mariotti e Maurizio Macale, Lucio Battisti - Davanti a me c'è un'altra vita - Storia di un'anima di musica, 1998
- Silvio Sabatini, Lucio Battisti, 1998
- Amodio Alfonso e Ronconi Mauro, Lucio Battisti. Al di là del mito, 1999
- Gianfranco Salvatore, L'arcobaleno. Storia vera di Lucio Battisti vissuta da Mogol e dagli altri che c'erano, 2000
- Filippo Angora, Nel cuore, nell'anima. Omaggio a Lucio Battisti, 2000
- Maurizio Bianco, Emozioni. In memoria di Lucio Battisti, 2002
- Pino Casamassina,  Lucio Battisti. Il mio canto libero, 2002
- Roby Matano, Battisti - Così è nato il sogno, 2003
- Amodio Alfonso, Gnocchi Italo e Ronconi Mauro, Lucio Battisti. Innocenti evasioni. Una bio-discografia illustrata, 2003
- F. Bellino, Non sarà un'avventura. Lucio Battisti e il jazz italiano, 2004
- Marco Rossi, Battisti-Mogol - Tradizione spirituale ed esoterismo, 2005
- Domanin Igino, Gli ultimi giorni di Lucio Battisti 2005
- Marchetti Francesco, Dieci canzoni per te. Raccontare Lucio Battisti, 2006